# سد ایکره گرگه
سد ایکره گرگه (به لاتین: Ikere Gorge Dam) یک سد خاکی در نیجریه است که در ایالت اویو واقع شده‌است.